# Élégie de David pour Saül et Jonathan
L’élégie de David pour Saül et Jonathan (hébreu : קינת דוד לשאול וליהונתן kinat David LèShaoul oulèYehonatan) est une poésie funèbre (kina) incluse en 2 Samuel 1:19-27. Elle est attribuée par la Bible hébraïque à David lorsqu’il apprend la mort du roi et de son fils au combat contre les Philistins.
Connue du public israélien comme « la kina de David », elle est fréquemment lue lors des cérémonies d'hommage dans les cimetières militaires (en particulier lors du Jour mémorial pour les soldats morts pour Israël) .

## Texte
« 1.19  L'élite d'Israël a succombé sur tes collines! Comment des héros sont-ils tombés? 
1.20 Ne l'annoncez point dans Gath, N'en publiez point la nouvelle dans les rues d'Askalon, De peur que les filles des Philistins ne se réjouissent, De peur que les filles des incirconcis ne triomphent. 
1.21 Montagnes de Guilboa! Qu'il n'y ait sur vous ni rosée ni pluie, Ni champs qui donnent des prémices pour les offrandes! Car là ont été jetés les boucliers des héros, Le bouclier de Saül; L'huile a cessé de les oindre. 
1.22 Devant le sang des blessés, devant la graisse des plus vaillants, L'arc de Jonathan n'a jamais reculé, Et l'épée de Saül ne retournait point à vide. 
1.23 Saül et Jonathan, aimables et chéris pendant leur vie, N'ont point été séparés dans leur mort; Ils étaient plus légers que les aigles, Ils étaient plus forts que les lions. 
1.24 Filles d'Israël! pleurez sur Saül, Qui vous revêtait magnifiquement de cramoisi, Qui mettait des ornements d'or sur vos habits. 
1.25 Comment des héros sont-ils tombés au milieu du combat? Comment Jonathan a-t-il succombé sur tes collines? 
1.26 Je suis dans la douleur à cause de toi, Jonathan, mon frère! Tu faisais tout mon plaisir; Ton amour pour moi était admirable, Au-dessus de l'amour des femmes. 
1.27 Comment des héros sont-ils tombés? Comment leurs armes se sont-elles perdues ? »